# 살벤자리과
살벤자리과(Terapontidae)는 검정우럭목에 속하는 물고기과의 하나이다. 벵에돔 등을 포함하고 있다. 이전에는 농어목으로 분류했다. 대부분의 종이 인도양과 서태평양 연안의 수심이 낮은 수역에서 발견되며 염수와 기수 그리고 민물에서 서식하지만, 일부 민물 종은 해안에서 멀리 떨어진 곳에서도 발견된다. 몸길이는 최대 80cm까지 자라며, 작은 물고기나 무척추동물을 먹이로 먹는다. 줄벤자리, 살벤자리 등을 포함하고 있다.

## 하위 속
- Amniataba
- Bidyanus
- Hannia
- Helotes
- Hephaestus
- Lagusia
- Leiopotherapon
- Mesopristes
- Pelates
- Pelsartia
- Pingalla
- Rhynchopelates
- Scortum
- Syncomistes
- Terapon
- Variichthys